# Valles de Palenzuela
Valles de Palenzuela község Spanyolországban, Burgos tartományban.  Lakosainak száma 75 fő (2024).

## Népesség
A település népessége az utóbbi években az alábbiak szerint változott:
| Lakosok száma | 106  | 103  | 98   | 90   | 81   | 88   | 87   | 81   | 81   | 75   |
|               | 2001 | 2004 | 2006 | 2009 | 2011 | 2014 | 2016 | 2019 | 2021 | 2024 |